# Puig de Rovirós
El puig de Rovirós és una muntanya de 700 metres situada entre els municipis d'Albanyà i de Maçanet de Cabrenys, a la comarca catalana de l'Alt Empordà.